# متابوتوکسی‌کائین
متابوتوکسی‌کائین (به انگلیسی: Metabutoxycaine)، که در بازار با نام تجاری Primacaine عرضه می‌شود، یک بی‌حس‌کننده موضعی است که در دندانپزشکی استفاده می‌شود.